# 선우영
선우 영(鮮于 英, 1946년 11월 29일~2009년 8월 7일)은 조선민주주의인민공화국의 미술가 겸 대학 교수였다. 1969년에 처음으로 화단에 서양화가로 입문한 이후 평양미대 조선화미술학과 교수·조선중앙미술창작사 고문 등을 지냈다.
그는 생전에 어언 40년 남짓 동안 서양화가, 동양화가, 조선화가, 공예가 등으로 활동하는 등, 이른바 북(北)의 미술 분야에서는 제법 두루 활약하였으며, 특히 평양특별시(平壤特別市)에서 조선중앙미술창작사 고문 등을 지냈다.
본관은 태원(太原)이고 호(號)는 산률(山律)이며, 평안남도 평양에서 출생한 그는, 1969년 서양화가로 북괴 미술 분야의 화단에 첫 입문하였고, 1973년 동양화가로 첫 입문하였으며, 1975년 조선화가로 첫 입문하였고, 1977년 공예가로 첫 입문하였으며, 이후로 한때는 자신의 모교 평양미술대학교의 교수를 1982년 3월부터 이듬해 1983년 9월까지 한해 여섯달 동안 잠시 지낸 적이 있고, 1986년 당시 중화인민공화국 산둥 성 칭다오 시내의 라오산(노산)을 방문 후 1991년 당시에는 중공 본토 대륙 측으로부터 북괴 측에서 두번씩 초청받은 중공 초청객 신분 등으로 하여금, 이른바 두번씩이나 중화인민공화국 베이징 례방(禮訪)을 한 전력이 있다.

## 주요 작품

### 조선화
- 《금강산 천선대》
- 《고구려 처녀》

## 학력
- 평안남도 평양종로인민학교 졸업(1959년 3월)
- 평안남도 평양종로중학교 졸업(1962년 3월)
- 평안남도 평양종로고등학교 졸업(1965년 3월)
- 평안남도 평양경공업전문대 공예학과 전문학사(1968년 3월)
- 평안남도 평양미술대학교 산업미술학과 학사(1974년 3월)

## 가계 및 친인척 관계
- 아버지(父): 선우 일태랑(鮮于 一太郞(일본어명: 센우 잇타로), 1920년생~1995년졸.) ... 일제 시대 평남 대동군 생으로, 전직 북 수도 평양 소재 조선미술박물관 학예부 차장대우 역임(1968년 당시부터 1971년까지 지냄.)
- 어머니(母): 로정희(盧禎禧(두음법칙: 노정희), 1917년생~2013년졸.) ... 일제 시대 평남 용강군 생이자, 북의 수예가 출신으로, 1977년 9월 당시부터 1978년 9월까지 북 평양미대 공업미술학과 객원교수 역임.
  - 누나(親姉): 선우진수(鮮于珍秀, 1941년생~2011년졸.) ... 평양에서 김원균음대 악기제작학과 초빙교수 역임.
  - 자형(姉兄): 김상직(金祥稷, 1937년생~2006년졸.) ... 평양에서 김대 농학과 객원교수 역임.
  - 본인(本人): 선우 영(鮮于 英, 1946년 11월 29일~2009년 8월 7일) - 미술가 출신으로 평양미대 조선화미술학과 교수 역임.

## 인간 관계
2004년 12월 26일 하세한 김기만(金基萬, 조선미술박물관 고문 겸 조선철도미술창작사 고문 역임.)과 2010년 7월 25일 하세한 정창모(鄭昌謨, 조선미술가동맹 중앙위원 역임.)의 제자였다.